# ماجورو
ماجورو پایتخت کشور جمهوری جزایر مارشال است.
شهر ماجورو در سال ۲۰۰۴ دارای ۲۵٬۴۰۰ نفر جمعیت بوده‌است.
این شهر بر روی آبسنگی حلقوی (آتولی) به نام آتول ماجورو بنا شده که خود آن آتول از ۶۴ جزیره تشکیل یافته‌است.
مرکز تجاری این شهر را محله‌ای به نام اولیگا تشکیل می‌دهد.
در خلال جنگ جهانی دوم نظامیان آمریکایی در ۳۰ ژانویه ۱۹۴۴ به ماجورو که در آن زمان در دست ژاپنی‌ها بود حمله کردند.

## شهر خواهر
- گوام -  ایالات متحده آمریکا
- کاوایی، نارا -  ژاپن
- تایپه -  تایوان